# Graziano Ventre
| (18426) Maffei                                                               | 18. Dezember 1993  | [1] |
| (37022) Robertovittori                                                       | 22. Oktober 2000   | [2] |
| (79271) Bellagio                                                             | 28. September 1995 | [3] |
| - [1] mit Enrico Colzani - [2] mit Francesco Manca - [3] mit Valter Giuliani |                    |     |

Graziano Ventre (* 1954) ist ein italienischer Amateurastronom und Asteroidenentdecker. Er ist Mitglied der Gruppo Astrofili Brianza, die das Osservatorio Astronomico Sormano (IAU-Code 587) in Sormano gründete. Im Laufe seiner Karriere war er dort zwischen 1993 und 2000 an der Entdeckung von vier Asteroiden beteiligt.
2019 wurde ein Asteroid nach Graziano Ventre benannt: (22500) Grazianoventre.